# Macrolabis achilleae
Macrolabis achilleae är en tvåvingeart som beskrevs av Rubsaamen 1893. Macrolabis achilleae ingår i släktet Macrolabis och familjen gallmyggor. Inga underarter finns listade i Catalogue of Life.